# 牛存节
牛存节（9世纪—914年），字赞贞，青州博昌县（今山东省博兴县）人，五代十国将领。本名牛礼，朱温为他改名字。
牛存节开始随河阳节度使诸葛爽，后来归顺朱温，以军功历任滑州牢城、遏後指挥使、亳州、宿州二州刺史，邢州团练使。后梁建立後，任右千牛卫上将军。任匡国军节度使。他曾凿井八十，平定同州刘知俊、徐州蒋殷叛乱。官至郓州天平军节度使。在任上去世。

## 延伸阅读
[在维基数据编辑]
 《舊五代史·卷22》，出自薛居正《舊五代史》
 《新五代史·卷22》，出自歐陽修《新五代史》